# Рыкачев, Марк Иванович
Марк Иванович Рыкачев (1716—1814) — генерал-майор Русской императорской армии, затем — тайный советник.

## Биография
Родился 16 (27) апреля 1716 года и происходил из древнего дворянского рода, восходящего к началу XVI столетия и внесенного в VI часть дворянской родословной книги Тверской, Ярославской и Тамбовской губерний; сын бригадира Ивана Матвеевича (1690—1768) и внук стольника Матвея Ивановича Рыкачевых.
Воспитывался в Сухопутном шляхетном корпусе, куда поступил 30 мая 1732 года и был выпущен 13 февраля 1738 года в армию прапорщиком. Был назначен флигель-адъютантом «ранга поручицкого» штаба генерал-фельдмаршала графа Бурхарда Кристофа фон Миниха.
25 декабря 1755 года из подполковников и кригскомиссаров Марк Иванович Рыкачев был произведен в обер-кригскомиссары.
Во время Семилетней войны Рыкачев М. И. находился при заграничных армиях (1751—1758) под командой обер-кригскомиссара Карабанова с денежными суммами при дивизиях для продовольствия в кампании полков.
В 1761 году Марк Иванович Рыкачев был ландмилиции подполковником, а 21 марта 1762 года был произведен в генерал-майоры и назначен главным судьей в Канцелярию конфискации в городе Москве, причём 19 апреля 1764 года был перечислен в статскую службу. За время нахождения в этой должности (1762—1781) им были, среди прочего, сделаны представления Сенату: о том, что налагаемые на судей и секретарей штрафы совсем почти не взыскиваются вследствие бесконечной судебной волокиты и о необходимости ограничиться печатанием публикации о продаже конфискованных имуществ только в Санкт-Петербурге и Москве, а не по губерниям, что не достигает цели.
В 1767 году, будучи в чине генерал-майора, Рыкачев был выбран депутатом от дворян Серпейского уезда Московской (позднее Калужской) губернии в Екатерининскую Комиссию о сочинении Проекта нового Уложения; он был также избран в поверенные для выбора головы, под руководством которого должны были производиться, в свою очередь, выборы депутата от города Москвы. Будучи выбран депутатом от Бежецкого дворянства, Рыкачев сдал свое Серпейское депутатство, так как быть депутатом от двух мест было нельзя. Им же был подписан наказ от Канцелярии конфискации.
10 июля 1775 года М. И. Рыкачев был произведён в тайные советники.
Умер в 1814 году, 98 лет от роду, в усадище Плишкино, Мышкинского уезда Ярославской губернии, и погребен у церкви Покрова. Записан при отпевании генерал-поручиком.
М. И. Рыкачев был помещиком Весьегонского, Борисоглебского, Шацкого, Мышкинского и Краснохолмского уездов.
Портрет М. И. Рыкачева, принадлежащий его правнуку, академику М. А. Рыкачеву, был на Выставке «Ломоносов и Елизаветинское время» (1912) как и портрет его жены — Анны Даниловны (урожденной Опочининой).